# CA001
CA001(しーえーぜろぜろいち)は、カシオ計算機（カシオ日立モバイルコミュニケーションズ）が日本国内向けに開発したauブランドを展開するKDDIおよび沖縄セルラー電話のCDMA 1X WIN対応携帯電話である。

## 概要
- タッチパネル式ディスプレイを採用した機種である（ただしタッチパネル操作が出来るのは、液晶を反転させて折り畳んだ時のみ）。表示素子は3.1型フルワイドVGA(カタログ記載およびNEC規格として)のIPS液晶。
- カメラは顔検出オートフォーカス／6軸手ぶれ補正を搭載した500万画素CMOSセンサー。
- ワンセグ対応（30fps化表示可能)
- ヤマハ製楽器エンジンを組み込んだ楽器演奏アプリ「Touch Session」を内蔵。タッチパネル／ダイヤルキー／内蔵モーションセンサー等を介し11種類の楽器を演奏できる。また複数の楽器での演奏結果を編集し、着信メロディとして登録できる。
- モーションセンサーを利用したカロリーカウンター(電子歩数計機能)を搭載。スポーツ／トレーニング支援サービスであるau Smart Sports 「Run＆Walk」やKarada Managerとの親和性が高い。
- PCドキュメントビューアー(編集機能対応)内蔵。
- 本体カラーごとに、キーのフォントや照明の色が異なる。
- 電池パックはW63CAと共通である。
- OK/NG音は、他のカシオ製端末とは異なる特殊なサウンドとなっている。

## 沿革
- 2009年1月29日 - KDDIより公式発表。
- 2009年2月6日 - 全国にて一斉発売。

## 主な機能・サービス
- タッチパネル
- フェイク着信

| 主な機能・対応サービス                                                                                                | 主な機能・対応サービス           | 主な機能・対応サービス                                       | 主な機能・対応サービス                                        |
| --- | -------------------------------- | ------------------------------------------------------------ | ------------------------------------------------------------- |
| au LISTEN MOBILE SERVICE (EZ「着うたフル」) (EZ「着うたフルプラス」) (LISMOビデオクリップ) (LISMO Video) (LISMO Book) | EZケータイアレンジ               | バーコードリーダー&メーカー                                  | PCサイトビューアー                                            |
| au BOX | ワイヤレスミュージック           | au Smart Sports Run & Walk Karada Manager カロリーカウンター | EZナビウォーク                                                |
| EZ助手席ナビ | 安心ナビ                         | 災害時ナビ                                                   | ナカチェン                                                    |
| EZアプリ FullGame! Bluetooth対戦                                                                                      | EZアプリ(BREW)                   | オープンアプリプレイヤー                                     | PCドキュメントビューアー (編集機能対応)                       |
| アレンジメニュー | au oneガジェット                 | じぶん銀行アプリ                                             | EZ・FM                                                        |
| EZチャンネル EZチャンネルプラス EZニュースフラッシュ                                                                  | Touch Message                    | EZFeliCa                                                     | ケータイ de PCメール                                          |
| デコレーションメール                                                                                                  | デコレーションアニメ             | au one メール                                                | 緊急通報位置通知                                              |
| ワンセグ | グローバルパスポート (CDMA・GSM) | 赤外線通信 (irSimple)                                        | Bluetooth auフェムトセル (別途、ケータイアップデートにて対応) |

## 不具合
2009年2月6日に以下の不具合の修正がケータイアップデートにより行われた。
- 「ナカチェン」が設定できない

2009年3月13日に以下の不具合の修正がケータイアップデートにより行われた。
- ディスプレイが正しく表示されない (白画面・黒画面・色調が異常になる)
- 節電機能が正しく動作しない場合がある
- EZweb利用中に電源のリセットや、キー操作を受付けない
- 「Touch Session」などのタッチパネル操作が、反応しない
- ムービーを早送りすると、キー操作を受付けない

2009年8月5日に以下の不具合の修正がケータイアップデートにより行われた。
- SSLサイトで大きなファイルアップロードを行うと時々、接続が切断される
- ムービー撮影後、キー操作を受付けない
- ムービー撮影後、タッチパネル操作時のバイブが振動しない

2009年12月17日に以下の不具合の修正がケータイアップデートにより行われた。
- 過去に、別の電話番号で契約履歴のある端末でケータイサイトの会員登録や、登録済サイトへの接続ができない

## 新機能の追加
2010年6月30日に以下の新機能の追加がケータイアップデートにより行われた。
- 宅内用小型基地局「auフェムトセル」に対応した